# تیندیل
تیندیل (به انگلیسی: Tynedale) یک منطقهٔ مسکونی در بریتانیا است که در نورث‌آمبرلند واقع شده است.

## خصوصیات
تیندیل ۲٬۲۱۹ کیلومترمربع مساحت و ۵۸٬۸۰۸ نفر جمعیت دارد.